# Blinx: The Time Sweeper
 Blinx: The Time Sweeper és un joc de plataformes creat per Artoon i publicat per Microsoft Game Studios. Va ser llançat per a Xbox el 7 d'octubre del 2002. La seva seqüela, Blinx 2: Masters of Time and Space, també va ser llançada per a Xbox en 2004.